# Tour der südafrikanischen Rugby-Union-Nationalmannschaft nach Europa 1997
| Tour der Springboks nach Europa 1997 | Tour der Springboks nach Europa 1997 | Tour der Springboks nach Europa 1997 | Tour der Springboks nach Europa 1997 | Tour der Springboks nach Europa 1997 |
| Übersicht                            | S                                    | G                                    | U                                    | N                                    |
| ------------------------------------ | ------------------------------------ | ------------------------------------ | ------------------------------------ | ------------------------------------ |
| Test Matches                         | 5                                    | 5                                    | 0                                    | 0                                    |
| Sonstige Spiele                      | 2                                    | 0                                    | 0                                    | 2                                    |
| Gesamt                               | 7                                    | 5                                    | 0                                    | 2                                    |
|                                      |                                      |                                      |                                      |                                      |
| England                              | 1                                    | 1                                    | 0                                    | 0                                    |
| Italien                              | 1                                    | 1                                    | 0                                    | 0                                    |
| Frankreich                           | 2                                    | 2                                    | 0                                    | 0                                    |
| Schottland                           | 1                                    | 1                                    | 0                                    | 0                                    |

Die Tour der südafrikanischen Rugby-Union-Nationalmannschaft nach Europa 1997 umfasste eine Reihe von Freundschaftsspielen der Springboks, der Nationalmannschaft Südafrikas in der Sportart Rugby Union. Das Team reiste im November und Dezember 1997 durch Italien, Frankreich und Großbritannien, wobei es sieben Spiele bestritt. Dazu gehörten fünf Test Matches, von denen die Springboks alle gewannen. Hingegen verloren sie die zwei übrigen Spiele.

## Spielplan
- Hintergrundfarbe grün = Sieg
- Hintergrundfarbe rot = Niederlage

(Test Matches sind grau unterlegt; Ergebnisse aus der Sicht Südafrikas)
| # | Datum             | Gegner              | Ort       | Stadion                    | Ergebnis |
| - | ----------------- | ------------------- | --------- | -------------------------- | -------- |
| 1 | 08. November 1997 | Italien             | Bologna   | Stadio Renato Dall’Ara     | 62:31    |
| 2 | 11. November 1997 | Barbarians français | Biarritz  | Parc des Sports d’Aguiléra | 22:40    |
| 3 | 15. November 1997 | Frankreich          | Lyon      | Stade de Gerland           | 36:32    |
| 4 | 18. November 1997 | Frankreich A        | Toulon    | Stade Mayol                | 7:21     |
| 5 | 22. November 1997 | Frankreich          | Paris     | Parc des Princes           | 52:10    |
| 6 | 29. November 1997 | England             | London    | Twickenham Stadium         | 29:11    |
| 7 | 06. Dezember 1997 | Schottland          | Edinburgh | Murrayfield Stadium        | 68:10    |

## Test Matches
| 8. November 1997 | Italien                                                                                    | 31 : 62         | Südafrika | Stadio Renato Dall’Ara, Bologna Zuschauer: 15.000 Schiedsrichter: Pablo de Luca (Argentinien) |
| 8. November 1997 | Versuche: Francescato Gardner Vaccari Erhöhungen: Domínguez (2) Straftritte: Domínguez (4) | (20:22) Bericht | Versuche: du Randt Erasmus (2) Muir Rossouw (2) Small (2) Swart Erhöhungen: Honiball (7) Straftritte: Honiball | Stadio Renato Dall’Ara, Bologna Zuschauer: 15.000 Schiedsrichter: Pablo de Luca (Argentinien) |

Aufstellungen:
- Italien: Carlo Checchinato, Giambattista Croci, Marcello Cuttitta, Massimo Cuttitta, Diego Domínguez, Ivan Francescato, Julian Gardner, Massimo Giovanelli , Carlo Orlandi, Javier Pertile, Franco Properzi, Andrea Sgorlon, Cristian Stoica, Alessandro Troncon, Paolo Vaccari 
 Auswechselspieler: Orazio Arancio, Walter Cristofoletto, Giampiero De Carli, Gianluca Guidi, Francesco Mazzariol, Massimo Ravazzolo
- Südafrika: Mark Andrews, James Dalton, Os du Randt, Rassie Erasmus, Adrian Garvey, Henry Honiball, Dick Muir, Krynauw Otto, Pieter Rossouw, James Small, André Snyman, Justin Swart, Gary Teichmann , Joost van der Westhuizen, André Venter 
 Auswechselspieler: Andrew Aitken, Naka Drotské, Braam Els, Percy Montgomery, Breyton Paulse, Dawie Theron

| 15. November 1997 16:00 MEZ | Frankreich                                                                   | 32 : 36        | Südafrika                                                                                     | Stade de Gerland, Lyon Zuschauer: 28.000 Schiedsrichter: Derek Bevan (Wales) |
| 15. November 1997 16:00 MEZ | Versuche: Califano Glas Merle Erhöhungen: Lamaison Straftritte: Lamaison (5) | (9:19) Bericht | Versuche: Dalton Montgomery Muir Rossouw Small Erhöhungen: Honiball (4) Straftritte: Honiball | Stade de Gerland, Lyon Zuschauer: 28.000 Schiedsrichter: Derek Bevan (Wales) |

Aufstellungen:
- Frankreich: Abdelatif Benazzi, Philippe Benetton, Olivier Brouzet, Laurent Cabannes, Christian Califano, Marc Dal Maso, Fabien Galthié, Stéphane Glas, Thierry Lacroix, Christophe Lamaison, Laurent Leflamand, Fabien Pelous, Jean-Luc Sadourny, Philippe Saint-André , Franck Tournaire 
 Auswechselspieler: David Aucagne, Didier Casadeï, Jérôme Cazalbou, Raphaël Ibañez, Olivier Merle, David Venditti
- Südafrika: Mark Andrews, James Dalton, Os du Randt, Rassie Erasmus, Adrian Garvey, Henry Honiball, Percy Montgomery, Dick Muir, Krynauw Otto, Pieter Rossouw, James Small, André Snyman, Gary Teichmann , Joost van der Westhuizen, André Venter 
 Auswechselspieler: Andrew Aitken, Jannie de Beer, Naka Drotské, Braam Els, Werner Swanepoel, Dawie Theron

| 22. November 1997 17:00 MEZ | Frankreich                                                  | 10 : 52        | Südafrika                                                                                      | Parc des Princes, Paris Zuschauer: 35.000 Schiedsrichter: Paddy O’Brien (Neuseeland) |
| 22. November 1997 17:00 MEZ | Versuche: Ibañez Erhöhungen: Lamaison Straftritte: Lamaison | (3:28) Bericht | Versuche: Honiball Rossouw (4) Snyman Teichmann Erhöhungen: Honiball (7) Straftritte: Honiball | Parc des Princes, Paris Zuschauer: 35.000 Schiedsrichter: Paddy O’Brien (Neuseeland) |

Aufstellungen:
- Frankreich: Abdelatif Benazzi, Philippe Benetton, Olivier Brouzet, Laurent Cabannes, Christian Califano, Marc Dal Maso, Fabien Galthié, Stéphane Glas, Thierry Lacroix, Christophe Lamaison, Olivier Merle, Jean-Luc Sadourny, Philippe Saint-André , Franck Tournaire, David Venditti 
 Auswechselspieler: David Aucagne, Didier Casadeï, Jérôme Cazalbou, Raphaël Ibañez, Laurent Leflamand, Fabien Pelous
- Südafrika: Mark Andrews, James Dalton, Os du Randt, Rassie Erasmus, Adrian Garvey, Henry Honiball, Percy Montgomery, Dick Muir, Krynauw Otto, Pieter Rossouw, James Small, André Snyman, Werner Swanepoel, Gary Teichmann , André Venter 
 Auswechselspieler: Andrew Aitken, Jannie de Beer, Naka Drotské, Braam Els, Dawie Theron, Daniel van Zyl

| 29. November 1997 14:00 WEZ | England                                  | 11 : 29        | Südafrika                                                                                                 | Twickenham Stadium, London Zuschauer: 75.000 Schiedsrichter: Colin Hawke (Neuseeland) |
| 29. November 1997 14:00 WEZ | Versuche: Grewcock Straftritte: Catt (2) | (11:7) Bericht | Versuche: Andrews Garvey Snyman Swanepoel Erhöhungen: Henry Honiball (2) Montgomery Straftritte: Honiball | Twickenham Stadium, London Zuschauer: 75.000 Schiedsrichter: Colin Hawke (Neuseeland) |

Aufstellungen:
- England: Garath Archer, Neil Back, John Bentley, Mike Catt, Richard Cockerill, Lawrence Dallaglio , Matthew Dawson, Darren Garforth, Nick Greenstock, Will Greenwood, Danny Grewcock, Richard Hill, Jason Leonard, Matt Perry, David Rees 
 Auswechselspieler: Paul Grayson, Austin Healey, Mark Regan, Graham Rowntree, Simon Shaw, Chris Sheasby
- Südafrika: Andrew Aitken, Mark Andrews, James Dalton, Os du Randt, Adrian Garvey, Henry Honiball, Percy Montgomery, Dick Muir, Krynauw Otto, Pieter Rossouw, James Small, André Snyman, Werner Swanepoel, Gary Teichmann , André Venter 
 Auswechselspieler: Jannie de Beer, Naka Drotské, Bobby Skinstad, Justin Swart, Willie Meyer, Daniel van Zyl

| 6. Dezember 1997 16:00 WEZ | Schottland                                                       | 10 : 68        | Südafrika | Murrayfield Stadium, Edinburgh Zuschauer: 50.000 Schiedsrichter: Patrick Thomas (Frankreich) |
| 6. Dezember 1997 16:00 WEZ | Versuche: Stark Erhöhungen: Rowen Shepherd Straftritte: Shepherd | (3:14) Bericht | Versuche: Erasmus Montgomery (2) Rossouw Small (2) Smith Snyman Teichmann Venter Erhöhungen: de Beer Montgomery (8) | Murrayfield Stadium, Edinburgh Zuschauer: 50.000 Schiedsrichter: Patrick Thomas (Frankreich) |

Aufstellungen:Dave Hilton
- Schottland: Gordon Bulloch, Stewart Campbell, Craig Chalmers, Dave Hilton, Craig Joiner, Scott Murray, Andy Nicol, Eric Peters, Rowen Shepherd, Ian Smith, Tony Stanger, Derek Stark, Matthew Stewart, Gregor Townsend, Rob Wainwright  
 Auswechselspieler: Gary Armstrong, George Graham, Jim Hay, Duncan Hodge, Kenny Logan, Peter Walton
- Südafrika: Mark Andrews, James Dalton, Jannie de Beer, Os du Randt, Rassie Erasmus, Adrian Garvey, Percy Montgomery, Dick Muir, Krynauw Otto, Pieter Rossouw, James Small, André Snyman, Werner Swanepoel, Gary Teichmann , André Venter 
 Auswechselspieler: Andrew Aitken, Naka Drotské, Willie Meyer, Franco Smith, Justin Swart, Daniel van Zyl